# Campionato europeo femminile di pallavolo 1949
Il campionato europeo femminile di pallavolo 1949 si è svolto dal 10 al 18 settembre 1949 a Praga, in Cecoslovacchia: al torneo hanno partecipato sette squadre nazionali europee e la vittoria finale è andata per la prima volta all'[[Nazionale femminile  di pallavolo dell'
Unione Sovietica|
Unione Sovietica]].

## Regolamento

### Formula
Le squadre hanno disputato un girone all'italiana.

### Criteri di classifica
Sono stati assegnati 2 punti alla squadra vincente e 1 a quella sconfitta.
L'ordine del posizionamento in classifica è stato definito in base a:
- Punti;
- Ratio dei set vinti/persi;
- Ratio dei punti realizzati/subiti;
- Risultati degli scontri diretti.

## Squadre partecipanti
| Squadra | Qualificazione      | Ultima partecipazione |
| --- | ------------------- | --------------------- |
| Cecoslovacchia | Paese organizzatore | Debutto               |
| Francia | -                   | Debutto               |
| Paesi Bassi | -                   | Debutto               |
| Polonia | -                   | Debutto               |
| Romania | -                   | Debutto               |
| Ungheria | -                   | Debutto               |
| [[File: Flag of the Soviet Union (1936 – 1955).svg\|class=noviewer\| Unione Sovietica (bandiera)\|border\|20x16px]] [[Nazionale femminile di pallavolo dell' Unione Sovietica\| Unione Sovietica]] | -                   | Debutto               |

## Torneo

### Risultati
| 10 settembre 1949 ?, Praga Durata: ? - Spettatori: ? | Cecoslovacchia | 3 - 0 | Francia        | 15-3, 15-0, 15-9          |
| 10 settembre 1949 ?, Praga Durata: ? - Spettatori: ? | Romania | 3 - 1 | Ungheria       | 15-10, 13-15, 15-6, 15-9  |
| 10 settembre 1949 ?, Praga Durata: ? - Spettatori: ? | [[Nazionale femminile di pallavolo dell' Unione Sovietica\| Unione Sovietica]] [[File: Flag of the Soviet Union (1936 – 1955).svg\|class=noviewer\| Unione Sovietica (bandiera)\|border\|20x16px]] | 3 - 0 | Polonia        | 15-13, 15-4, 15-3         |
| 11 settembre 1949 ?, Praga Durata: ? - Spettatori: ? | Polonia | 3 - 0 | Romania        | 15-10, 15-3, 15-7         |
| 11 settembre 1949 ?, Praga Durata: ? - Spettatori: ? | Francia | 3 - 1 | Ungheria       | 15-17, 15-11, 15-2, 15-11 |
| 12 settembre 1949 ?, Praga Durata: ? - Spettatori: ? | Cecoslovacchia | 3 - 0 | Paesi Bassi    | 15-8, 15-0, 15-1          |
| 13 settembre 1949 ?, Praga Durata: ? - Spettatori: ? | Polonia | 3 - 0 | Francia        | 15-13, 15-7, 15-6         |
| 13 settembre 1949 ?, Praga Durata: ? - Spettatori: ? | Ungheria | 3 - 0 | Paesi Bassi    | 15-1, 15-4, 15-3          |
| 13 settembre 1949 ?, Praga Durata: ? - Spettatori: ? | [[Nazionale femminile di pallavolo dell' Unione Sovietica\| Unione Sovietica]] [[File: Flag of the Soviet Union (1936 – 1955).svg\|class=noviewer\| Unione Sovietica (bandiera)\|border\|20x16px]] | 3 - 0 | Romania        | 15-5, 15-0, 15-6          |
| 14 settembre 1949 ?, Praga Durata: ? - Spettatori: ? | Polonia | 3 - 0 | Paesi Bassi    | 15-0, 15-6, 15-4          |
| 14 settembre 1949 ?, Praga Durata: ? - Spettatori: ? | Cecoslovacchia | 3 - 0 | Ungheria       | 15-2, 15-6, 15-1          |
| 14 settembre 1949 ?, Praga Durata: ? - Spettatori: ? | [[Nazionale femminile di pallavolo dell' Unione Sovietica\| Unione Sovietica]] [[File: Flag of the Soviet Union (1936 – 1955).svg\|class=noviewer\| Unione Sovietica (bandiera)\|border\|20x16px]] | 3 - 0 | Francia        | 15-1, 15-4, 15-2          |
| 15 settembre 1949 ?, Praga Durata: ? - Spettatori: ? | Romania | 3 - 0 | Paesi Bassi    | 15-5, 15-3, 15-1          |
| 15 settembre 1949 ?, Praga Durata: ? - Spettatori: ? | [[Nazionale femminile di pallavolo dell' Unione Sovietica\| Unione Sovietica]] [[File: Flag of the Soviet Union (1936 – 1955).svg\|class=noviewer\| Unione Sovietica (bandiera)\|border\|20x16px]] | 3 - 0 | Ungheria       | 15-0, 15-1, 15-0          |
| 16 settembre 1949 ?, Praga Durata: ? - Spettatori: ? | Cecoslovacchia | 3 - 0 | Polonia        | 15-13, 16-14, 15-13       |
| 16 settembre 1949 ?, Praga Durata: ? - Spettatori: ? | [[Nazionale femminile di pallavolo dell' Unione Sovietica\| Unione Sovietica]] [[File: Flag of the Soviet Union (1936 – 1955).svg\|class=noviewer\| Unione Sovietica (bandiera)\|border\|20x16px]] | 3 - 0 | Paesi Bassi    | 15-1, 15-4, 15-10         |
| 16 settembre 1949 ?, Praga Durata: ? - Spettatori: ? | Romania | 3 - 1 | Francia        | 4-15, 15-10, 15-1, 15-11  |
| 17 settembre 1949 ?, Praga Durata: ? - Spettatori: ? | [[Nazionale femminile di pallavolo dell' Unione Sovietica\| Unione Sovietica]] [[File: Flag of the Soviet Union (1936 – 1955).svg\|class=noviewer\| Unione Sovietica (bandiera)\|border\|20x16px]] | 3 - 0 | Cecoslovacchia | 15-10, 16-14, 15-11       |
| 17 settembre 1949 ?, Praga Durata: ? - Spettatori: ? | Francia | 3 - 0 | Paesi Bassi    | 15-0, 15-0, 15-7          |
| 18 settembre 1949 ?, Praga Durata: ? - Spettatori: ? | Polonia | 3 - 0 | Ungheria       | 15-4, 15-6, 15-9          |
| 18 settembre 1949 ?, Praga Durata: ? - Spettatori: ? | Cecoslovacchia | 3 - 0 | Romania        | 15-1, 15-8, 15-3          |

### Classifica
| Pos. | Squadra | Pt | G | V | P | SV | SP | Ratio | PF  | PS  | Ratio |
| ---- | --- | -- | - | - | - | -- | -- | ----- | --- | --- | ----- |
| 1.   | [[File: Flag of the Soviet Union (1936 – 1955).svg\|class=noviewer\| Unione Sovietica (bandiera)\|border\|20x16px]] [[Nazionale femminile di pallavolo dell' Unione Sovietica\| Unione Sovietica]] | 12 | 6 | 6 | 0 | 18 | 0  | MAX   | 271 | 89  | 3,044 |
| 2.   | Cecoslovacchia | 10 | 6 | 5 | 1 | 15 | 3  | 5,000 | 261 | 128 | 2,039 |
| 3.   | Polonia | 8  | 6 | 4 | 2 | 12 | 6  | 2,000 | 240 | 166 | 1,445 |
| 4.   | Romania | 6  | 6 | 3 | 3 | 9  | 11 | 0,818 | 195 | 221 | 0,882 |
| 5.   | Francia | 4  | 6 | 2 | 4 | 7  | 13 | 0,538 | 187 | 232 | 0,806 |
| 6.   | Ungheria | 2  | 6 | 1 | 5 | 5  | 15 | 0,333 | 155 | 261 | 0,593 |
| 7.   | Paesi Bassi | 0  | 6 | 0 | 6 | 0  | 18 | 0,000 | 58  | 270 | 0,214 |

## Classifica finale
| Pos     | Squadra | Rosa |
| ------- | --- | --- |
| Oro     | [[File: Flag of the Soviet Union (1936 – 1955).svg\|class=noviewer\| Unione Sovietica (bandiera)\|border\|40x40px]] [[Nazionale femminile di pallavolo dell' Unione Sovietica\| Unione Sovietica]] | Formazione: Barichnikova, Čudina, Kononova, Kungyirenko, Kvasenyinikova, Oskolkova, Petrova, Ponomaryova, Sedova, Marčuk, Toporkova, Charova, CT: -            |
| Argento | Cecoslovacchia | Formazione: Baťkova, Bernovská, Cadilová, Cígrová, Cvilinková, Dostálová, Hroudová, Krimlová, Maryncáková, Mirovická, Valášková, Zapatilková, CT: -            |
| Bronzo  | Polonia | Formazione: Zakrzewska, Gruszczyńska, English, Orzechowska, Pogorzelska, Kurtz, Tomaszewska, Wardyńska, Brzesniewska, Felechnerowska, Parot, Figwer, CT: Geyer |
| 4       | Romania | |
| 5       | Francia | |
| 6       | Ungheria | |
| 7       | Paesi Bassi | |